# 1698 au Canada
Pour un article plus général, voir Chronologie du Canada.
Cet article traite des événements qui se sont produits durant l'année 1698 au Canada.

## Événements
- 30 juin : Louis Buade de Frontenac concède la Seigneurie de Lessart à Pierre Lessard.
- Louis-Hector de Callière devient gouverneur de la Nouvelle-France.
- Reconstruction de la Maison Saint-Gabriel près de Montréal.

## Naissances
- 22 mars : Joseph Nadeau, capitaine de milice († 1760).
- 22 novembre : Pierre de Rigaud de Vaudreuil, gouverneur de la Nouvelle-France († 4 août 1778).

## Décès
- 27 juin : Anne Gasnier, bienfaitrice.
- 28 novembre : Louis de Buade de Frontenac, gouverneur.